# Dasycercus
Dasycercus là một chi động vật có vú trong họ Dasyuridae, bộ Dasyuromorphia. Chi này được Peters miêu tả năm 1875. Loài điển hình của chi này là Chaetocercus cristicauda Krefft, 1867.

## Hình ảnh

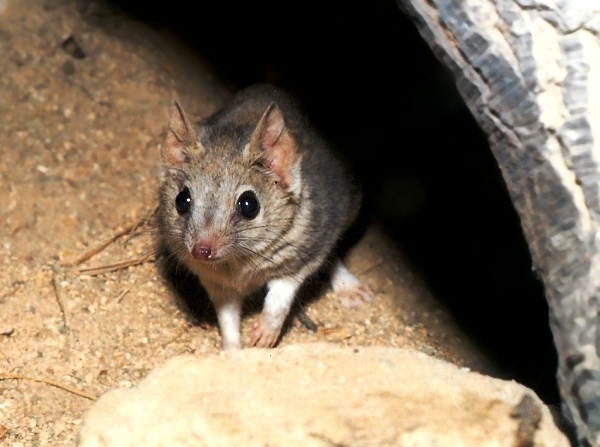

## Các loài
Chi này gồm các loài: